# Gomeral

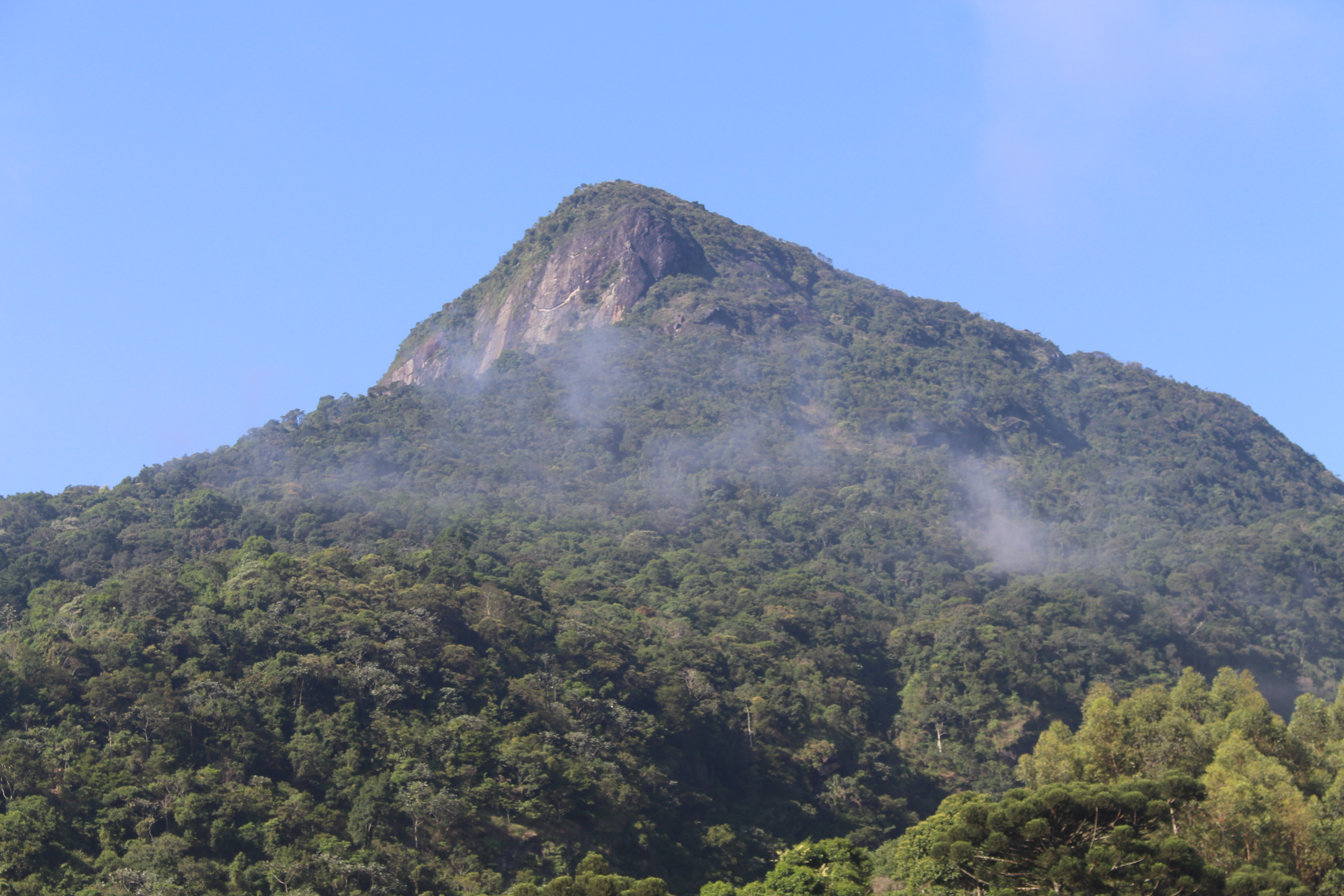
Montanha chamada Pedra Grande no Gomeral.

Gomeral é um bairro ecoturístico na parte montanhosa da cidade de Guaratinguetá, no Vale do Paraíba. É situado próximo à divisa entre São Paulo e Minas Gerais, na encosta da Serra da Mantiqueira com altitudes entre 1200m a 2050m. O acesso é feito pela Estrada Municipal das Pedrinhas, e os centros urbanos mais próximos são Guaratinguetá (30km), Aparecida (33km) e Campos do Jordão (35km). A montanha Pedra Grande, com 1.788 metros de altitude, é um dos símbolos da região.

## Etimologia
O nome vem da Gomera, árvore muito comum na região, utilizada pelos colonizadores para construção de casas.

## História
O Gomeral se localiza dentro da área que foi atribuída à ocupação dos indígenas Puris, que habitavam a Serra da Mantiqueira e Serra do Mar. A população dos puris foi dizimada em razão das incursões dos bandeirantes a partir do século XVI, ocorrendo a sua escravização, miscigenação, êxodo e morte por doenças ou conflitos. Segundo Paranhos, pesquisador das terras altas da Serra da Mantiqueira,
(...) considerando-se as informações constantes do mapa etnográfico traçado por Curt Nimuendaju (2002) que dão conta que, subindo a serra da Mantiqueira, pela margem esquerda do Paraíba, a partir de Guaratinguetá até a altura de Itatiaia, havia ali uma concentração daqueles indígenas, entre 1597 e 1645, os mesmos puris que seriam encontrados em 1800 quase que na nascente do rio Grande. (PARANHOS, 2005)
A data conhecida de chegada das primeiras famílias de agricultores que habitaram a região é do século XVIII, sabida por datação de uma das casas mais antigas.
A região era trafegada por tropeiros, que iam de Minas Gerais até Paraty alternando caminhos diferentes para evitar ladrões, um desses caminhos era pelo que hoje é a localização do bairro. Parte da produção das famílias do Gomeral era para escambo ou venda desses artigos aos tropeiros, que os revendia em outros locais ou compravam para consumo próprio no trajeto.
Os tropeiros desciam das terras altas do sul de Minas com cargas de ouro, e adquiriam no trajeto a farinha de mandioca, cachaça, café e açúcar. Esses produtos eram deixados em mercados como o de Guaratinguetá (forte polo comercial na época), para finalmente trocar o ouro por sal em Paraty, no fim do percurso. Dali, voltavam carregados de sal para Minas Gerais.
As famílias que se concentraram na região sabem, por tradição oral, que a origem de seu antepassado mais antigo é da região do Alto Rio Douro, ou Região Vinhateira do Alto Douro. Ele era conhecido como Manoel Rabelo, mas se chamava Manoel de Araújo. O nome era em razão da sua relação com os barcos Rabelo, barcos do Rio Douro que eram puxados por bois em alguns trechos, comercializando pipas de vinho do Porto.

## Geografia

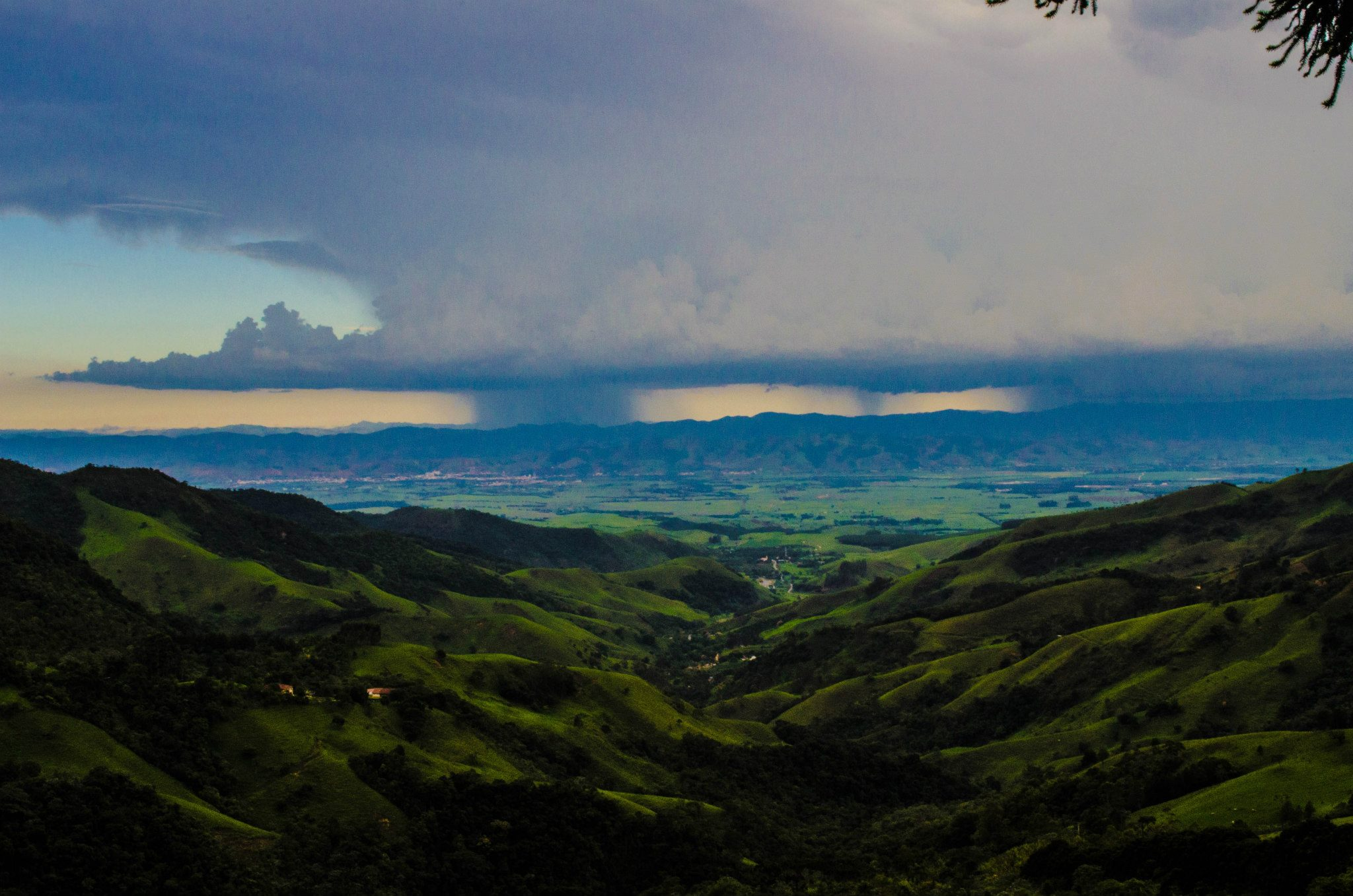
Mirante no Gomeral, de onde se vê chuva na várzea do Rio Paraíba do Sul, e ao fundo a Serra do Mar.

O bairro está dentro da Área de Proteção Ambiental Federal da Serra da Mantiqueira. O terreno é acidentado, coberto pela mata atlântica até 1500m, e acima disso é formado por campos de altitude. Há nascentes e rios que cortam os dois lados de montanhas, que são em parte rochosas.

### Clima
Devido à altura, a radiação solar é alta mas as temperaturas são baixas com relação à cidade. O verão é chuvoso e o inverno, seco, tem temperaturas próximas ou abaixo de 0ºC. Está sujeito a fortes nevoeiros, que são as nuvens sendo empurradas para o topo da montanha. Devido à encosta, há constantes ventos e o pôr-do-sol é adiantado. A sombra da serra acaba resfriando de forma abrupta a temperatura do entardecer mesmo em dias aquecidos.

## Economia
O Gomeral hoje é reconhecido pela beleza natural, vistas panorâmicas do Vale do Paraíba e hospitalidade da comunidade.
Nos séculos passados houve produção de açúcar e café, mas a principal atividade até meados dos anos 1990 foi a agricultura e pecuária. Os principais produtos eram leite de vaca e queijo, mel, verduras e legumes orgânicos.
Com a fundação da Associação de Amigos do Gomeral, o bairro se organizou para buscar melhorias, como a estabilização de linha de transporte público, que era interrompida conforme condição meteorológica ou por decisão de concessionárias. Isso possibilitou acesso a escolas e serviços do centro urbano. Com a popularização dos maquinários agrícolas, o manejo das terras íngremes ficou em desvantagem com relação aos produtores que se situavam em campos e várzeas, por isso a produção do bairro não era mais competitiva suficiente para se inserir no mercado e houve êxodo para a cidade de um número de famílias ou, principalmente, homens que trabalhavam durante a semana na cidade e voltavam ao final de semana para a casa.
A Fundação Florestal do Estado de São Paulo passou a monitorar a área e criou, junto à comunidade, um plano de recuperação da economia com base em atividades de ecoturismo para fomentar a preservação da flora, fauna e cultura local. Durante os anos 1990 até quase o fim da primeira década foram dados cursos, firmada identidade e pesquisa histórica do bairro, e desenvolvidas as habilidades necessárias para que as famílias do bairro pudessem explorar o contato com a natureza, a beleza do lugar e suas histórias como fonte de renda. A exploração de madeiras de pinheiros e áreas de pastagem diminuíram, permitindo que a mata natural avançasse. As famílias fixaram residência no bairro para permanecer, e hoje a principal atividade é a turística.

## Turismo
O Gomeral recebe turistas o ano todo, em pousadas, chalés e áreas de camping. Há propostas para descanso ou atividades radicais. Os serviços mais procurados são os restaurantes e os guias turísticos para trilhas em cachoeiras ou de altitude, a pé ou a cavalo. 

### Montanhismo
A paisagem e terreno íngreme favorecem atividades como trilhas (leves a moderadas) e escalada, que devem ser feitas exclusivamente com guia turístico oficial. O guia turístico do bairro é o profissional que tem licença para percorrer áreas privadas por onde as trilhas passam, e são preparados para lidar com possíveis acidentes com animais. Eles também podem apresentar o lugar com as histórias e vistas peculiares, estando em segurança porque conhecem vegetação e fauna. 
- Mountain Bike Downhill: No Gomeral ocorrem etapas da Liga Paulista e da Liga Brasileira de Downhill.

### Turismo gastronômico
Pousadas e restaurantes servem almoços, cafés, jantares e petiscos. O cardápio é, em geral, comida típica da montanha, caseira ou tradicional caipira.
- Festival da Truta do Gomeral: A cada inverno acontece o Festival da Truta do Gomeral, evento que recebe milhares de pessoas. Nele, diversos restaurantes servem cardápios à base de truta, um peixe adocicado e suave de águas frias, e há apresentações de música.

### Turismo religioso
O bairro está no percurso do Caminho da Fé. É uma das paradas mais próximas à cidade de Aparecida, onde está a Basílica Nacional. Por esse caminho vêm romeiros caminhantes, ciclistas, jipes e motocicletas e, em grande número, grupos de cavaleiros.
- Festa de São Lázaro: No mês de Agosto é realizado o tradicional festejo católico, no pátio da Igreja de São Lázaro.